# Проєктування геологорозвідувальних робіт
Проєктування геологорозвідувальних робіт (рос. проектирование геологоразведочных работ, англ. [geo-logical] prospecting design, design of exploration work, нім. Planung f der Explorationsarbeiten) — визначення методики, техніки, технології та організації геолого-знімальних, геофізичних і гідрогеологічних робіт, пошуків родовищ корисних копалин у конкретному районі, попередньої та детальної розвідки родовищ.